# Keysher Fuller
Keysher Fuller Spence (* 12. Juli 1994 in Puerto Limón) ist ein costa-ricanischer Fußballspieler.

## Karriere

### Verein
Zur Saison 2015/16 wechselte er von Generación Saprissa zu CS Uruguay. Hiervon ging es für ihn zur nächsten Spielzeit dann zu Municipal Grecia. Seit der Spielzeit 2018/19 steht er beim CS Herediano unter Vertrag.

### Nationalmannschaft
Sein Debüt in der costa-ricanischen Nationalmannschaft hatte er am 2. Februar 2019 bei einer 0:2-Freundschaftsspielniederlage gegen die USA. Hier spielte er gleich von Anfang an mit und verblieb auch für die komplette Spielzeit auf dem Feld. In der 53. Minute holte er sich zudem noch seine erste gelbe Karte ab. Sein erstes Turnier war anschließend der Gold Cup 2019, wo er zu zwei Einsätzen kam. Beim Gold Cup 2021 wurde er dann in jeder Partie der Mannschaft eingesetzt. Anschließend wurde er dann auch in der Qualifikation für die Weltmeisterschaft 2022 eingesetzt.
Nach der erfolgreichen Qualifikation berief ihn Nationaltrainer Luis Fernando Suárez in das 26-köpfige Aufgebot Costa Ricas für die Fußball-Weltmeisterschaft 2022 in Katar. Dort erzielte er im zweiten Gruppenspiel gegen Japan den 1:0-Siegtreffer.